# Fiat Materfer 7131
El Fiat Materfer 7131 era una clase argentina de unidades múltiples diésel, producida primero en Italia por Fiat Ferroviaria y luego con licencia a la empresa argentina Materfer para continuar con la fabricación. Esos vagones se introdujeron en la década de 1960 para reemplazar el material rodante existente en la mayoría de los servicios urbanos de Argentina, como las líneas Roca, Urquiza, Mitre y Sarmiento.
Tras la privatización de los ferrocarriles argentinos a principios de los años 1990, el 7131 cayó en desuso, siendo sustituido por otros modelos ligeros construidos por Materfer. Comúnmente se les apoda Chanchas.

## Historia

### Antecedentes
En 1958, el Ministerio de Transportes de Argentina firmó un acuerdo con Fiat Ferroviaria para adquirir 210 automotores nuevos. Dichas máquinas estaban formadas por 2 unidades propulsadas por un motor diésel FIAT de 660 CV. Los vagones podrían alcanzar velocidades de 115 km/h. Su reducido peso los hacía aptos para circular por cualquier línea ferroviaria. Los vehículos también disponían de dos cabinas de conductor, una en cada extremo del coche, lo que reducía el tiempo de maniobras en las estaciones terminales, especialmente en los servicios urbanos.
En ese momento, las líneas Mitre y Sarmiento todavía utilizaban los vagones Drewry Car Co., adquiridos en la década de 1930. Estos automotores habían quedado obsoletos debido al creciente número de pasajeros transportados por esas líneas, que requerían material rodante de mayor capacidad.

### Producción
Los vagones se construyeron en las fábricas de FIAT de Turín, Decauville y Córdoba. Si bien los primeros vagones se fabricaron en Italia y Francia, la mayoría de ellos se fabricaron en Argentina, en una fábrica especialmente diseñada para ese encargo ubicada en Ferreyra, Córdoba y denominada "Materfer".

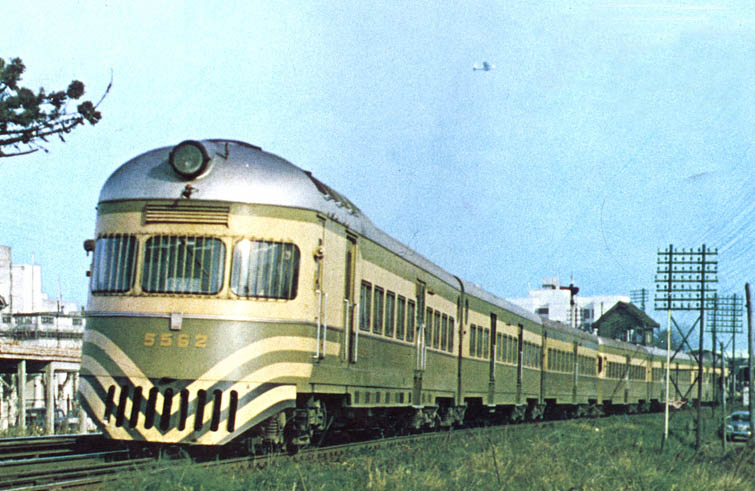
Los primeros 7131 vagones pintados en verde y ocre en 1963.

Algunas versiones afirmaban que el 7131 se inspiró en el Pioneer Zephyr de 1934, un tren ferroviario propulsado por diésel formado por vagones articulados permanentemente junto con bogies Jacobs, construido por Budd Company en 1934 para Chicago, Burlington y Quincy Railroad (CB&Q). comúnmente conocido como Burlington. El tren presentaba un uso extensivo de acero inoxidable, originalmente se llamaba Zephyr y estaba destinado a ser una herramienta promocional para anunciar el servicio ferroviario de pasajeros en los Estados Unidos.
Los primeros modelos 7131 debutaron en todas las líneas de ancho estándar y ancho (ferrocarriles Roca, Mitre, Urquiza y Sarmiento, a excepción del ferrocarril San Martín, que renovó su material rodante con material de Ganz). Las primeras unidades fueron pintadas en verde y ocre, aunque posteriormente todas serían pintadas con los colores oficiales de Ferrocarriles Argentinos (amarillo, azul y rojo).
En 1962, el primer 7131, fabricado por FIAT Concord, debutó en los tramos Villa Ballester-Zárate y Victoria-Capilla del Señor del Ferrocarril Mitre. Esos vagones ligeros reemplazaron a los vagones Ganz que habían estado circulando por esas líneas desde 1938. El 7131 también sirvió en algunas líneas de la provincia de Santa Fe.
En las líneas Roca y Sarmiento, el 7131 reemplazó a los antiguos vagones Birmingham y Armstrong Whitworth en la línea Temperley-La Plata-Cañuelas; Haedo-José Mármol, Merlo-Lobos, Pereyra-Ensenada, La Plata-Pipinas-Atalaya-Magdalena; Moreno-Luján-Mercedes, Lobos-Navarro, entre otros ramales suburbanos. El 7131 también sirvió en Bahía Blanca-Darregueira-Carmen de Patagones; Constitución-TandilNecochea, cubriendo una amplia zona del sur y oeste de la Provincia de Buenos Aires.

### Decadencia
En la década de 1990, el 7131 solo prestaba servicio en algunos servicios locales (Temperley-Haedo, La Plata, Río Santiago; Merlo-Lobos y Villa Ballester-Zárate). La falta de mantenimiento por parte de la matriz Ferrocarriles Argentinos provocó el deterioro de los vagones, que sufrieron daños frecuentes e incluso algunas unidades llegaron a incendiarse. Como resultado, el número de unidades aptas para el servicio disminuyó considerablemente.

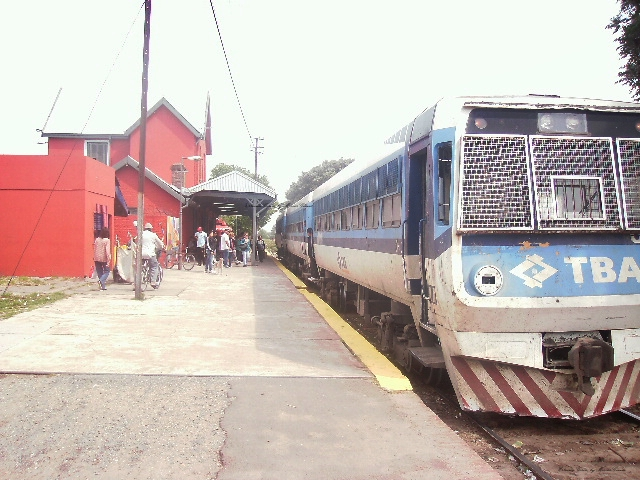
Los coches ligeros de Materfer sustituyeron a los 7131 bajo la administración de la TBA.

Con la privatización de los ferrocarriles argentinos, los vagones 7131 fueron declarados obsoletos y reemplazados por otros modelos fabricados por Materfer. La última línea atendida por la 7131 fue la línea Victoria-Capilla del Señor del ferrocarril Mitre. La concesionaria de la Línea Mitre, Trenes de Buenos Aires, adquirió entonces 8 nuevas unidades fabricadas por Materfer y pronto las apodó Pitufos debido a su pequeño tamaño. Sin embargo, la baja capacidad de pasajeros y la mala amortiguación de esas unidades hicieron que muchos de los 7131 permanecieran activos.
Durante esos años, una cooperativa denominada "Ferroser" anunció la reapertura de la línea Ringuelet-Brandsen, utilizando 7131 vagones. Sin embargo, el proyecto nunca se llevó a cabo.
En 2008 se produjo una breve reactivación del 7131, cuando la extinta empresa Trenes Especiales Argentinos utilizó un vagón (que había sido previamente remodelado) para ejecutar el servicio Gran Capitán entre F. Lacroze y Posadas.